# テレビ朝日系列夕方6時50分枠の帯アニメ
テレビ朝日系列夕方6時50分枠の帯アニメは、過去テレビ朝日系列で月曜 - 土曜18時50分 - 19時00分（JST）に放送されたアニメの作品一覧である。放送作品は全てシンエイ動画によるものである。
本項では、18時45分 - 19時00分に放送されていたアニメや月曜 - 金曜の帯アニメについても取り上げる。

## 歴史
1979年4月、それまでローカルミニ番組（テレビ朝日では『ANN首都圏ニュース』）が編成されていたこの時間帯に『藤子不二雄劇場』の帯アニメ枠を新設した。第1弾は『ドラえもん』（第2作）で、1981年9月までこの時間帯の帯アニメとして放送されていた（同年10月からは金曜の30分アニメとして放送）。
1983年4月に放送開始時刻が5分前倒しの18時45分となるが、1987年4月の『ANNニュースレーダー』の枠拡大によって再び18時50分開始に戻された。その半年後の1987年10月、18:00 - 18:50放送の帯番組『パオパオチャンネル』がスタートしたことで『藤子不二雄劇場』は同番組に内包され、本枠は一旦中断した。この間は、18:50 - 19:20の30分枠で日替わりの30分アニメが放送されていた。
1989年春の改編で『パオパオチャンネル』は関東ローカルに降格かつ17:00放送開始になったが、同番組の1コーナーである『ピッカピカ音楽館』が単独番組化して18:50 - 19:00に編成されたことで10分帯体制が復活。そしてその1年後の1990年4月に『ドラえもん』のスタッフ・キャストを一部が参加したことで、園山俊二原作の『ガタピシ』がスタートしたことで、2年半ぶりにこの時間帯の帯アニメが復活した。翌年4月には室山まゆみ原作の『どろろんぱっ!』がスタートしたが、同作品の終了以後はこの時間帯に単独の帯アニメ枠は編成されていない。なお、10分帯体制はその後もしばらく続いたが、1992年3月30日に『ステーションEYE』の放送枠が拡大した影響で5分に縮小。そして1993年4月3日に『ステーションEYE』が再び拡大するのに合わせて廃止された。

## 作品リスト
| タイトル       | タイトル                      | 放送期間                     | 放送回数 | 広告代理店 | 原作       | 備考                                                                     |
| -------------- | ----------------------------- | ---------------------------- | -------- | ---------- | ---------- | ------------------------------------------------------------------------ |
| 藤子不二雄劇場 | ドラえもん （第2作）          | 1979年4月2日 - 1981年9月23日 | 617      | 旭通信社   | 藤子不二雄 | 1981年10月に金曜19:00枠へ移動                                            |
| 藤子不二雄劇場 | 忍者ハットリくん （アニメ版） | 1981年9月28日 - 1983年4月2日 | 414      | 旭通信社   | 藤子不二雄 | 1983年3月に月曜19:00枠へ移動 ここまで18:50開始                           |
| 藤子不二雄劇場 | パーマン （第2作）            | 1983年4月4日 - 1985年3月30日 | 513      | 旭通信社   | 藤子不二雄 | ここから18:45開始 1985年4月からは『藤子不二雄ワイド』内で放送            |
| 藤子不二雄劇場 | オバケのQ太郎 （第3作）       | 1985年4月1日 - 1987年3月27日 | 510      | 旭通信社   | 藤子不二雄 | ここまで18:45開始                                                        |
| 藤子不二雄劇場 | 忍者ハットリくん （アニメ版） | 1987年3月30日 - 10月8日      | 56       | 旭通信社   | 藤子不二雄 | 再び18:50開始 1987年10月23日以降は『パオパオチャンネル』（金曜日）で放送 |
| ガタピシ       | ガタピシ                      | 1990年4月 - 1991年3月        | 199      | （なし）   | 園山俊二   | ここから平日放送                                                         |
| どろろんぱっ!  | どろろんぱっ!                 | 1991年4月8日 - 9月27日       | 125      | （なし）   | 室山まゆみ |                                                                          |

なお『藤子不二雄劇場』の作品は本枠との並行で、日曜8:30枠→日曜9:30枠でも30分アニメ（複数社提供）として放送されていた。

## スポンサー
『ドラえもん』の初期のみダイエー、同作の途中から『オバケのQ太郎』初期までは第一家庭電器の一社提供だった。
『オバケのQ太郎』の途中から複数社提供扱いとなり、『忍者ハットリくん』（1987年度分）まで曜日別で1社から2社程度のスポンサーがついていた。
『ガタピシ』と『どろろんぱっ!』は三貴が「ファニィ」名義で一社提供を行った。

## 備考
『藤子不二雄劇場』の30分アニメが放送されていた日曜8:30枠→日曜9:30枠は全国ネット枠であったが、本枠はローカルセールスであったため、一部の系列局はこの時間帯に本枠を編成せずにローカルニュースを放送していた。別の時間に編成していた局や未編成の局もある。